# 寺町通
寺町通（日語：てらまちどおり）是日本京都的一条历史街道，南北走向。从四条通到三条通的一段是一个商场，包含的经营项目既传统又现代。在16世纪，丰臣秀吉改建京都时，将市內的大量寺庙集中搬遷至鸭川西岸的寺町，该街的街名即反映这一段历史。

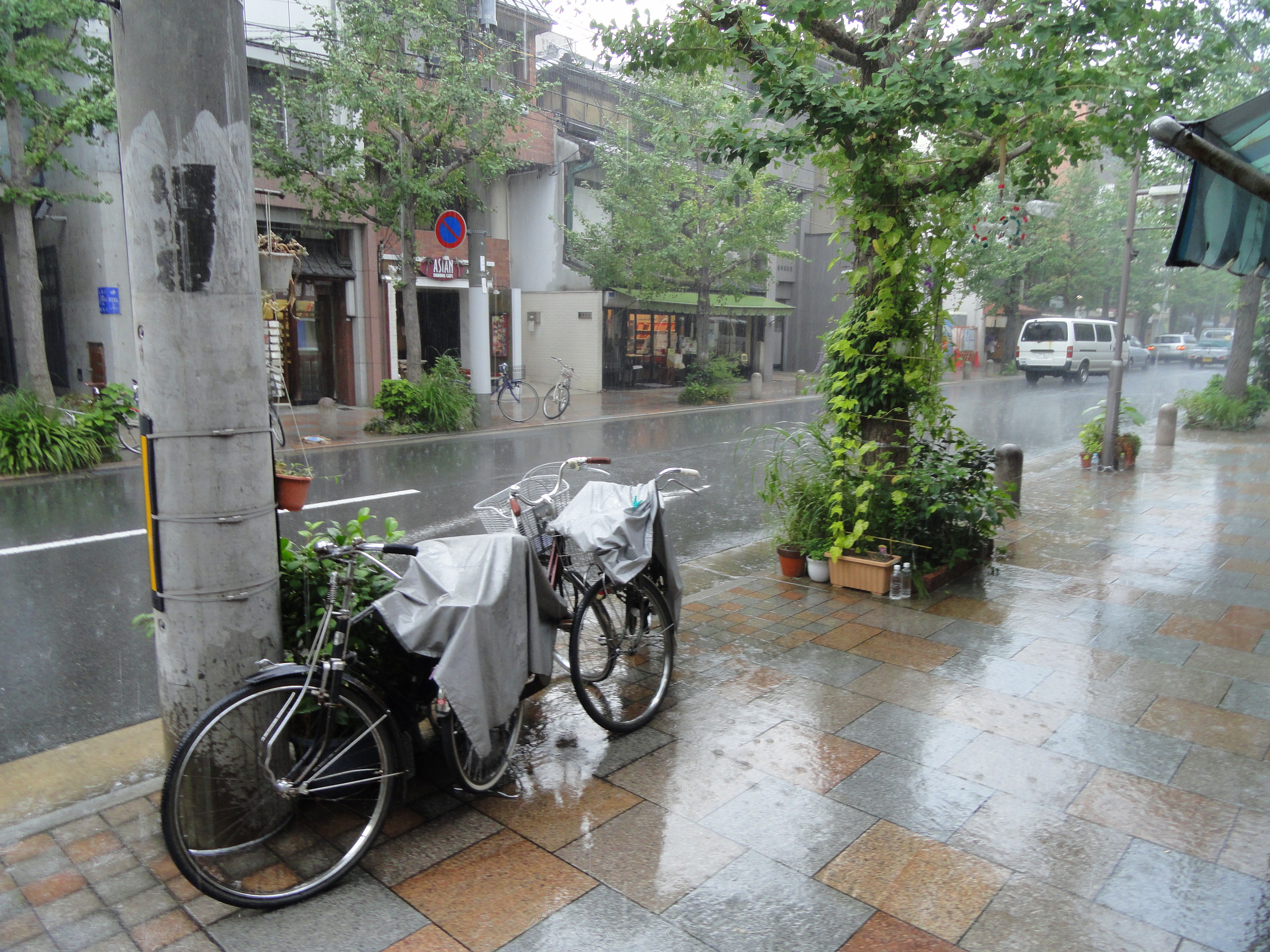
寺町通

## 鄰近設施
- 上善寺（京都六地藏）
- 立命館白雲莊
- 同志社女子大學
- 京都御苑
- 京都御所
- 同志社新島會館
- 下御靈神社
- 行願寺（革堂）
- 京都市役所
- 地下鐵東西線京都市役所前站 御池通地下
- 錦市場
- 錦小路通

35°0′23″N 135°46′0.8″E / 35.00639°N 135.766889°E